# Волки (клуб по американскому футболу)
Astana Wolves (англ. Astana Wolves, «Волки Астаны») — клуб по американскому футболу из Астаны, Казахстан.
Участвовали в Лиге американского футбола, Центрально-Азиатской лиги американского футбола.
Являются участниками Чемпионата Республики Казахстан по американскому футболу. 

## История
Клуб основан 11 апреля 2014 года по инициативе студента Назарбаев Университета Асета Айнабекова с помощью преподавателя из США Уилла Конвея. В 2015 и 2016 году команда участвовала в Центрально-Азиатской лиге американского футбола , оба раза завоевав серебряные медали. В 2017 и 2018 году участвовали в Лиге американского футбола в дивизионе  "Урал". 
В 2022 году участвовали в Чемпионате Республики Казахстан по американскому футболу, став победителями турнира.